# دارلا رکوردز
دارلا رکوردز (انگلیسی: Darla Records) ناشر مستقل که توسط جیمز آگرن اکتبر ۱۹۹۳ زمانی که در نیویورک حضور داشت تأسیس شد. از جمله گروهایی که با این ناشر همکاری می‌کنند می‌توان به هاموک (باند) و مای مورنینگ جکت اشاره کرد.